# 만세일계
만세일계(일본어: 万世一系)는 일본 황실의 혈통이 단 한 번도 단절된 적이 없다고 주장하는 견해이다. 1867년 이와쿠라 토모미가 처음 사용한 말이다.
만세일계 주장은 메이지유신 이후 천황을 절대적인 존재로 부각시키는 과정에서 크게 중요시되었고 일본 제국 헌법의 제1조 1항에도 만세일계라는 용어를 기술하여 법적으로 강조하였다. 
1. ↑  慶応3年（1867年）10月、岩倉具視は、「王政復古議」に「皇家は連綿として万世一系礼学征伐朝廷より出で候」（原文カタカナ）と指摘した。これが「万世一系」の語の初出である[2]。